# Jean-Marc Sylvestre
Pour les articles homonymes, voir Sylvestre.
Jean-Marc Sylvestre est un journaliste français de la presse économique, né le 29 octobre 1946 à Alençon. À compter de 1994, il est l'un des spécialistes de l'économie sur TF1 et LCI, avant de rejoindre i-Télé durant l'été 2010. Depuis 2020, il anime l’émission Smart PME sur B SMART.

## Parcours professionnel
Après une licence en sciences économiques, puis un doctorat obtenu à l'université Paris-Dauphine, Jean-Marc Sylvestre est assistant professeur à l'université de Caen. Puis il entre en 1973 au magazine L'Expansion, au Management, à La Vie française, au Nouvel Économiste (où il est rédacteur en chef adjoint) puis au Quotidien de Paris (où il est rédacteur en chef du service économie).
Il exerce sur La Cinq en tant que chroniqueur  économique, sur France 3 et sur TF1, où il devient chef du service « économique et social ». Il entre à LCI en juin 1994 où il anime, à compter de cette date, l’émission hebdomadaire Décideur. Entre septembre 1997 et juillet 2010, il anime aussi sur cette même chaîne Le Club de l’économie. Sur TF1, à partir du 9 janvier 1997, il co-anime avec Nicolas Beytout l'émission Les Rendez-vous de l'entreprise jusqu'au 26 juin 2001. Après le départ de Nicolas Beytout, il en devient l'animateur principal et l'émission est renommée Les Coulisses de l'économie diffusée sur TF1 du 18 septembre 2001 au 12 juin 2008.
En 2002, il reçoit le prix Roland-Dorgelès. En juillet 2008, il est nommé directeur adjoint de l'information de TF1 et de LCI et est chargé de l'information économique et sociale.
Jean-Marc Sylvestre est, jusqu'en juin 2008, également chroniqueur  économique à France Inter où il débat notamment le vendredi avec l’économiste Bernard Maris, alter-mondialiste, membre d'Attac et des Verts, et chroniqueur à Charlie Hebdo. Il a, depuis, menacé d'attaquer France Inter aux Prud'hommes pour demander la requalification de ses multiples CDD en CDI. Les deux parties trouvent finalement un accord qui reste confidentiel.
À l'été 2010, Jean-Marc Sylvestre quitte TF1 et LCI pour rejoindre la chaîne d'information en continu i-Télé. À partir d'octobre 2010, il présente le dimanche Les Clés de l'éco, un magazine sur l'économie en partenariat avec le quotidien Les Échos et deux éditos dans la matinale[réf. souhaitée]. Après les élections de mai 2012, Canal+ ne renouvelle pas son contrat. Depuis, Jean-Marc Sylvestre est éditorialiste sur le site Atlantico où il développe la partie business. En parallèle, il conçoit par l’entremise de sa société de production, une série de documentaires pour le groupe NextRadioTV (RMC-BFM).
En décembre 2017, présenté comme « ultra libéral » par Le Canard enchaîné, il rejoint RT France  pour son lancement. Il y anime notamment une émission de débat économique avec Jacques Sapir.
En septembre 2024, il rejoint touche pas à mon poste  en tant que chroniqueur, présenté par Cyril Hanouna.

## Positionnement politique et économique
Jean-Marc Sylvestre se revendique libéral, même si cette qualification est fortement critiquée par certains libéraux. Jean-Gilles Malliarakis écrit ainsi de lui qu'il « est passé en quelques années du rôle de vulgarisateur de la critique économique libérale, quand le libéralisme est à la mode, à toutes les sauces, à une fonction de brosse à reluire du gouvernement sur les ondes étatiques ». D'autres estiment qu'il semble libéral à certains car il est moins étatiste que la majorité, ce qui ne fait pas de lui un libéral. En témoigne son ouvrage Une petite douleur à l’épaule gauche. À la suite d'une infection nosocomiale, il affirme avoir découvert les vertus du système de santé français.
Réputé proche de l'UMP, Jean-Marc Sylvestre est fait chevalier de l'ordre national du Mérite et officier de la Légion d'honneur en 2004 par Nicolas Sarkozy, alors ministre de l'Économie et des Finances. La même année, le journaliste préside la commission d’orientation gouvernementale pour le débat « Agriculture, territoires et société ».

## Citation
- « Le libéralisme n'est pas une construction intellectuelle comme le marxisme : le monde a été créé ainsi. [...] C'est le meilleur système. La guerre économique fait moins de victimes que les guerres militaires ou religieuses. Le libéralisme est inscrit dans la nature humaine, parfois violente et injuste. » Entretien à VSD, le 20 janvier 2005.